# Ivňa
Ivňa (rusky Ивня) je sídlo městského typu v Bělgorodské oblasti v Rusku. Žije zde 7 134 obyvatel (2021).

## Etymologie
Název obce pochází z názvu stromů vrba, které rostly všude v okolí u řeky a jezera.

## Geografie
Ivňa se nachází téměř 60 kilometrů vzdušnou čarou severozápadně od oblastního centra Bělgorodu na horním toku stejnojmenné řeky Ivňa. Rozkládá se na březích několika rybníků, z nichž největší je Zavodskaja.
Ivňa je správním centrem stejnojmenného okresu.

## Dějiny
První písemné zmínky o obci pochází z roku 1720. Majitelem osady byl statkář a penzionovaný ruský důstojník Pereverzev, který na svůj statek přesídlil ruské a ukrajinské rolníky z Obojanského újezdu Kurské gubernie.
Roku 1865 v obci žilo 1733 obyvatel a bylo zde 311 domácnosti. Od roku 1852 byla Ivňa v majetku Karamzinových a po nich v roce 1879 přešlo panství na hraběcí rod Klejnmichelových. V té době v obci vznikl cukrovar, hřebčín, lihovar vodky a další podniky.
Během druhé světové války byla od 27. října 1941 do 20. února 1943 Ivňa obsazena německou armádou. V roce 1963 bylo v bývalém panství Klejnmichelových zřízeno dětské protituberkulózní sanatorium.
V roce 1971 získala Ivňa status sídla městského typu.

## Hospodářství a doprava
V Ivni jsou především menší závody na zpracování potravin. Většina historických podniků zkrachovala po rozpadu SSSR.
Asi deset kilometrů východně od Ivni vede ruská federální dálnice M2 z Moskvy do Bělgorodu a dále pokračuje k ukrajinské hranici směrem na Charkov. Od roku 1988 je Ivňa konečnou železniční tratě (pouze pro nákladní dopravu) z Proletarského (železniční stanice Gotňa), kde je napojení tratě směrem na Bělgorod, Brjansk a také na Sumy a Charkov.